# Symmetrix

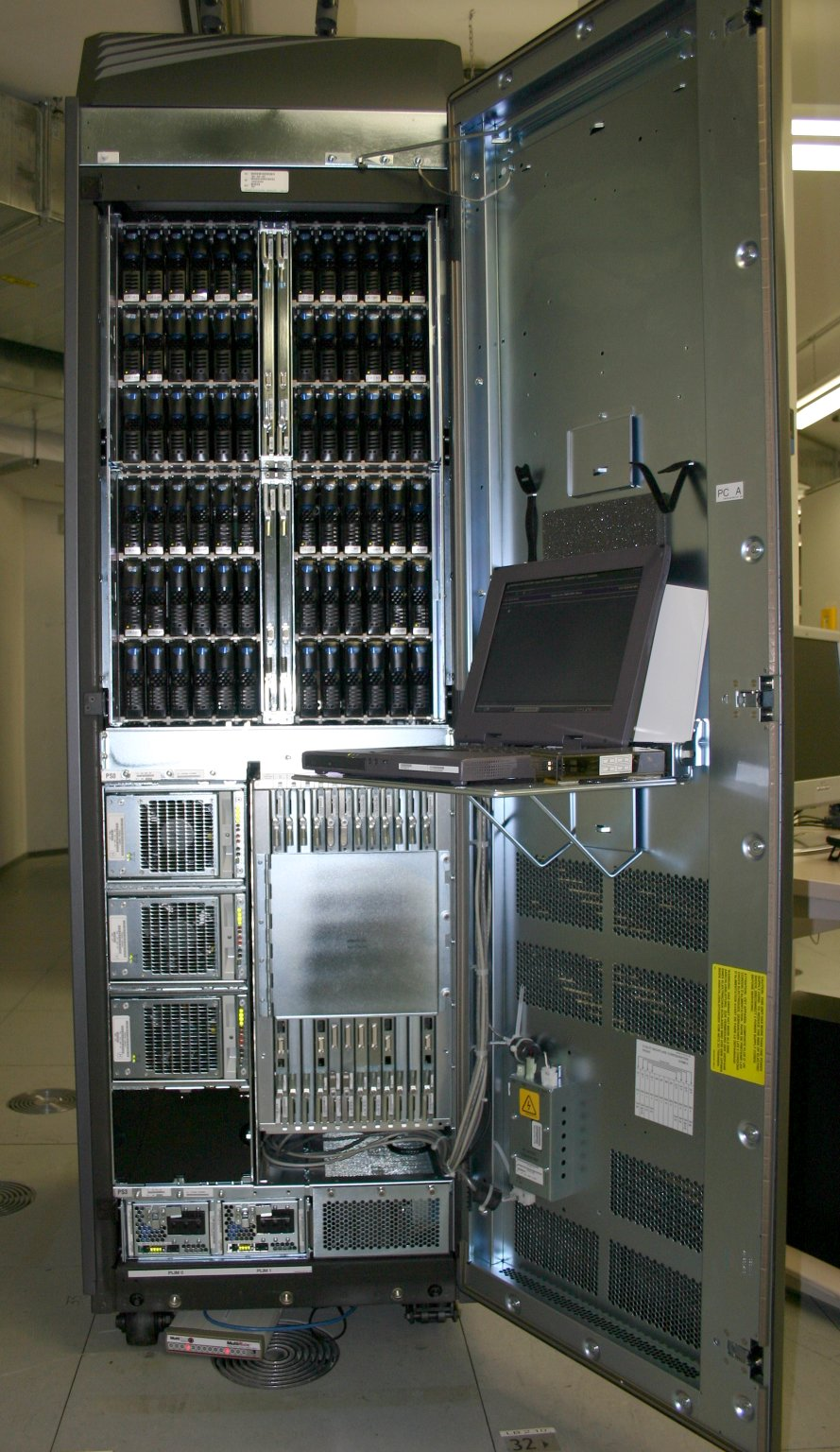
EMC Symmetrix DMX1000

Simmetrix es una matriz de almacenamiento empresarial fabricado por EMC Corporation. Hay siete generaciones de hardware Symmetrix desde que apareció en 1994 hasta el último introducido en el 2006.

## Historia
A fin de mediados de los  80, EMC era un proveedor de memoria y de discos para minicomputadoras,  que luchaba con problemas de calidad y presencia en su nicho de mercado. 
Dick Egan cofundador de la compañía y presidente contrató a un grupo de israelíes, liderados por Moshe Yanai, que por aquel entonces desarrollaban un producto compatible con los mainframe de IBM para Nixdorf Computer Corporation.
El grupo tuvo la visión de desarrollar un array de discos de alto rendimiento, para el que en ese entonces era el mercado de subsistemas más grande; los mainframe IBM. 
El Symmetrix comienza en 1990 con conexiones  ESCON y SCSI a un array de discos,  pero su acierto fue con la introducción de SAN’s basadas en Fibre Channel. El producto fue inicialmente popular con la industria aérea y con clientes que estaban dispuestos a sacrificar la seguridad de los lentos discos 3390 de IBM y asumir el riesgo del rendimiento no probado, pero más alto del Symmetrix.
EMC replica dicho éxito en otras industrias y amplia su línea de productos enfocada a mainframes, hacia sistemas abiertos y adicionando software innovador como el espejado de discos y el SRDF (capacidad de replicar de disco a dicho en forma remota).

## Generaciones de EMC Symmetrix
| Generación         | Modelo              | Drives         | Slots                     | Descripción                                                                                  |
| Primera Generación | Symmetrix 4200      |                |                           |                                                                                              |
|                    | Symmetrix 4400      |                | 4 MB (4 MiB) caché, RAID1 |                                                                                              |
|                    | Symmetrix 4800      |                |                           |                                                                                              |
| Segunda Generación | Symmetrix 5500_3    |                |                           |                                                                                              |
| Symmetrix 3.0      |                     |                |                           | Open Symmetrix, SRDF, FWD SCSI Front End option, RAID-S                                      |
| Symmetrix 4.0      | Symmetrix 3330/5330 | 9/18 GB        | 32                        | Introduction of TimeFinder                                                                   |
|                    | Symmetrix 3430/5430 | 9/18 GB        | 96                        |                                                                                              |
|                    | Symmetrix 3500/5500 | 3/4/9 GB       | 128                       |                                                                                              |
|                    | Symmetrix 3700/5700 | 18/23/47 GB    | 128                       |                                                                                              |
| EMC Symmetrix 4.8  | Symmetrix 3630/5630 | 18/36GB        | 32                        | Introduction of FC front end                                                                 |
|                    | Symmetrix 3830/5830 | 18/36/50 GB    | 96                        |                                                                                              |
|                    | Symmetrix 3930/5930 | 18/36/50 GB    | 256                       |                                                                                              |
| EMC Symmetrix 5.0  | Symmetrix 8430      | 18/36/50/73 GB | 96                        | 333 MHz PPC                                                                                  |
|                    | Symmetrix 8730      | 18/36/50/73 GB | 384                       |                                                                                              |
| EMC Symmetrix 5.5  | Symmetrix 8230      | 36/73 GB       | 48                        | 400 MHz PPC, last SCSI back end                                                              |
|                    | Symmetrix 8530      | 36/73/181 GB   | 96                        |                                                                                              |
|                    | Symmetrix 8830      | 36/73/181 GB   | 384                       |                                                                                              |
| Symmetrix DMX      | DMX800              | 73/146GB       | 120                       | 500 MHz PPC, FC back end, Direct Access to caché from all FE and BE directors                |
|                    | DMX1000             | 73/146 GB      | 144                       |                                                                                              |
|                    | DMX2000             | 73/146 GB      | 288                       |                                                                                              |
|                    | DMX3000             | 73/146 GB      | 576                       | 1000 MHz PPC, RAID 5 capable                                                                 |
|                    | DMX-3               | 73/500 GB      | 2400                      | 1.3 GHz PPC, Mirrored Global Cache, new denser drive packaging                               |
|                    | DMX-3 950           |                |                           |                                                                                              |
|                    | DMX-4               | 73/750 GB      | 2400                      | 1.3 GHz PPC, Mirrored Global Cache, new denser drive packaging, 4 Gb internal infrastructure |
|                    | DMX-4 950           |                |                           |                                                                                              |

## Hardware actual
El array de alta gama DMX-3, tiene capacidad para 2400 discos (hasta 500 GB FC), corre ochenta procesadores PowerPC de 1.3 GHz, medio terabyte de memoria caché, y 64 FC de 2 GB, o GigE/iSCSI conexiones.
Configuración del DMX-2:
•	Symmetrix DMX-800EL: 8-60 discos, 4-64 GB (4-64 GiB) memoria caché, 8 x 2 GB FC front ends, montado en un rack modular 
•	Symmetrix DMX-800: 60-120 discos, 4-64 GB memoria caché, 16 x 2 GB FC front ends, montado en un rack modular 
•	Symmetrix DMX-1000: hasta 144 discos, 64-128 GB memoria caché, 48 x 2 GB FC front ends, 1 gabinete
•	Symmetrix DMX-2000: hasta 288 discos, 128-256 GB memoria caché, 64 x 2 GB FC front ends, 2 gabinetes
•	Symmetrix DMX-3000: hasta 576 discos, 128-256 GB memoria caché, 64 x 2 GB FC front ends, 3 gabinetes 
Configuración del DMX-3:
•	Symmetrix DMX-3 950: es una versión no expandible de Symmetrix, hasta 360 drives, hasta 128 GB memoria caché, 8 front-end ports, de 1 o 2 gabinetes 
•	Symmetrix DMX-3: hasta 2400 drives, hasta 512 GB memoria caché, 64 x 2 GB FC front ends (4 Gb FC's disponible en actualmente), de 2 a 9 gabinetes
Configuración del DMX-4:
•	Symmetrix DMX-4: hasta 1920 discos (hasta 2400 discos de 500 GB únicamente), hasta 512 GB memoria caché, 64 x 4 GB FC front ends, de 2 a 9 gabinetes

## Software Symmetrix
- Enginuity - Microcódigo Symmetrix

- Time Finder Family - Conjunto de soluciones para replicación local para almacenamiento de información.

TimeFinder/Clone - Crea clones de volumen completo, basados en punteros, de volúmenes Symmetrix DMX para recuperaciones en línea, actualizaciones de data warehouse, backups y migraciones de volumen.
TimeFinder/Snap - Crea copias instantáneas económicas, basadas en punteros y que ahorran espacio, de volúmenes de almacenamiento de información de Symmetrix DMX de EMC. 
TimeFinder/FS - Incluido NearCopy y FarCopy (aplicable únicamente en el entorno del EMC Celerra NAS)
TimeFinder/Mirror - Crea imágenes de los volúmenes del Symmetrix.
- SRDF/S - Sincronizador de replicador de datos. El fuente siempre está sincronizada con el destino. Modo semisincrónico, donde el fuente es 1 I/O con el destino, también soportado.

- SRDF/A - Datos replicados en forma asincrónica. Existe diferencia de minutos

entre el fuente y el destino. 
- SRDF/DM - Movilidad de datos. Es una herramienta de migración de datos para replicar volúmenes de la fuente a volúmenes de datos remotos en una corta o larga distancia.

- SRDF/Star - Un add-on de SRDF/A y SRDF/S. Permite la réplica incremental a varios arrays.

- SRDF/CG - Grupos de Consistencia. SRDF/CG  ayuda a mantener la coherencia de los datos, de acuerdo a un grupo de dispositivos locales o remotos.

- SRDF/AR - Replicación Automática, combina SRDF/Timefinder y automatización para una rápida recuperación por encima de cualquier distancia. El fuente esta a horas de "distancia" del destino.

- SRDF/CE - Cluster Enabler, permite uso de SRDF within HA Cluster frameworks (SRDF agente para VCS o MSCS)

- OpenReplicator - Copia datos a/desde otros dispositivos de la SAN

- OpenMigrator/LM - Migración para hosts de Windows desde un array a un array (2 reincio requiere, no tiene otro modo de sistema)

- LDMF - Data Migration para Mainframes

- EMC Control Center (ECC) - es una familia de productos gráficos para la administración de recursos y dispositivos. Soporta los arreglos de discos, switches para SAN, y host con sistemas operativos de varios vendedores. ECC suporta SMI-S y provee una extensa capacidad de monitoreo. También incluye Storage Scope para performance y capacidad para la colección de datos y tendencia.

- Solutions Enabler - API (escrita en C (lenguaje de programación)) y CLI para administración de los arrays Symmetrix.

- Symmetrix Management Console (SMC) - GUI para administración del Symmetrix